# Lukas Memken

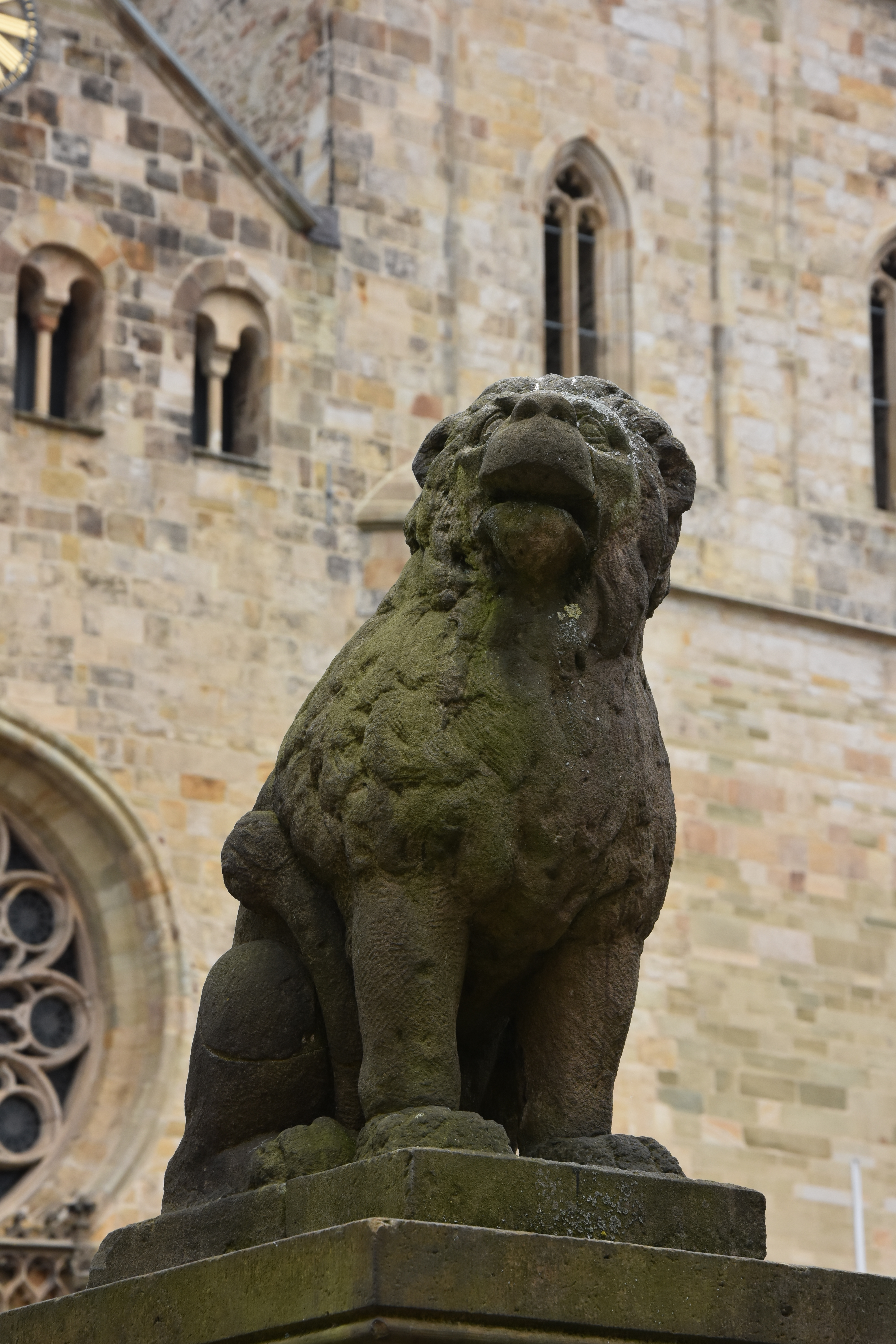
Das bekannteste Werk Memkens ist die Replik des Löwenpudels in Osnabrück

Lukas Memken (* 1864 in Herßum; † 12. Juni 1934 in Osnabrück) war ein deutscher Bildhauer.

## Leben
Memken wurde als Sohn des Heuermanns und Dorflehrers Christian Memken 1864 in Herßum geboren. Schon als Jugendlicher bezeugte der Pfarrer Franz Evers ihm eine bildhauerische Begabung. 1877 begann er eine Bildhauerlehre bei Fritz Ewerts in Münster und lernte hier die Bildhauerei in Holz und Stein. Er war verheiratet und hatte drei Kinder. Der jüngste Sohn, der Vorlage für die Holzbüste Kindskopf war, starb jedoch schon früh.
1888 richtete er seine Werkstatt an der Ecke Pfaffenstraße/Holtstraße in der Nähe der Johanneskirche in Osnabrück ein. Hier unterrichtete er auch Schüler wie Ludwig Nolde. Er starb am 12. Juni 1934 und wurde auf dem Johannisfriedhof begraben. Sein Grab ist dort erhalten.

## Werke
- St. Johann (Osnabrück): Kanzel, Seitenaltäre, Pieta
- St. Martinus (Haren): Hochaltar
- St. Alexander (Bawinkel): Hochaltar
- 1904, Schäferbrunnen am Rosenplatz (Osnabrück)
- 1907, Triumph-Kreuz von St. Petrus (Gesmold)
- 1925, Löwenpudel (Replik)
- Weihnachtskrippe in St. Bartholomäus (Wellingholzhausen)
- Weihnachtskrippe in St. Lambertus (Ostercappeln)
- Kindskopf
- Christus, der Auferstandene (eigene Grabstelle)